# Gare de Libercourt
Gare de Libercourt – stacja kolejowa w Libercourt, w departamencie Pas-de-Calais, w regionie Hauts-de-France, we Francji.
Jest stacją Société nationale des chemins de fer français (SNCF), obsługiwane przez pociągi TER Nord-Pas-de-Calais.